# Stazione di S-chanf
La stazione di S-chanf è la stazione passante della ferrovia dell'Engadina, gestita dalla Ferrovia Retica.
È posta nel centro abitato di S-chanf.

## Storia
La stazione entrò in funzione nel 1913 insieme alla tratta Bever-Scuol della linea dell'Engadina della ferrovia Retica.